# 拉拉姆科塔湖
16°19′47″S 68°04′47″W / 16.32972°S 68.07972°W

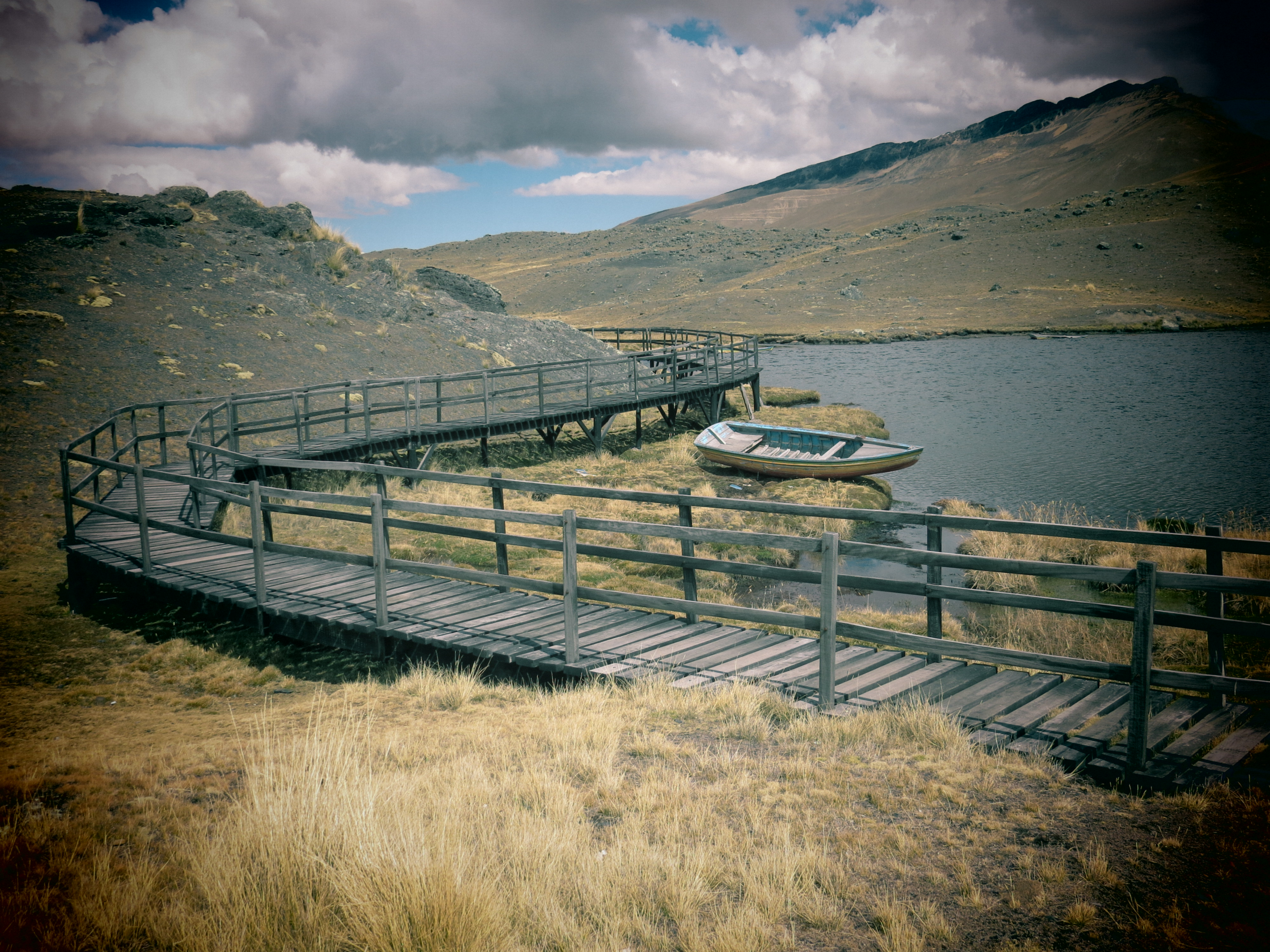

拉拉姆科塔湖（Laram Quta），是玻利維亞的湖泊，位於該國西部拉巴斯省的佩德羅多明戈穆里略省，處於安第斯山脈的玻利維亞瑞阿爾山脈地區。